# Margarida d'Àustria (duquessa de Württemberg)
Margarida d'Àustria, duquessa de Württemberg (Castell d'Artstetten 1870 - Gmunden 1902). Arxiduquessa d'Àustria i príncesa d'Hongria i de Bohèmia amb el doble tractament d'altesa reial i imperial. Es maridà en el si de la casa reial de Württemberg.
Nascuda al Castell d'Artstetten el dia 13 de maig de 1870 essent filla de l'arxiduc Carles Lluís d'Àustria i de la princesa Maria de l'Anunciació de Borbó-Dues Sicílies. Margarida era neta per línia paterna de l'arxiduc Francesc Carles d'Àustria i de la princesa Sofia de Baviera i per línia materna del rei Ferran II de les Dues Sicílies i de l'arxiduquessa Maria Teresa d'Àustria.
Margarida era germana tant del príncep hereu Francesc Ferran d'Àustria com del pare de l'emperador Carles I d'Àustria, l'arxiduc Otó d'Àustria. Alhora era neboda de l'emperador Francesc Josep I d'Àustria.
Margarida es casà el dia 24 de gener de l'any 1893 a Viena amb el duc Albert de Würtemberg, príncep hereu al regne de Württemberg i posteriorment cap de la Casa Reial de Württemberg. Albert era fill del duc Felip de Württemberg i de l'arxiduquessa Maria Teresa d'Àustria.
Albert i Margarida tingueren quatre fills:
- duc Felip de Württemberg, nat a Stuttgart l'any 1893 i mort a Ravensburg el 1973. Contragué matrimoni en primeres núpcies amb l'arxiduquessa Helena d'Àustria i en segones núpcies amb l'arxiduquessa Rosa d'Àustria.

- Albert Eugeni de Württemberg, nat a Stuttgart el 1894 i mort a Schwäbisch Gmünd el 1954. Es casà amb la princesa Nadejna de Bulgària.

- Carles de Württemberg, nat a Stuttgart el 1896 i mort al Castell d'Altshausen el 1964

- Maria Amèlia de Württemberg, nada a Gmunden (Alta Àustria) el 1896 i morta al Castell d'Altshausen el 1923.

- Maria Teresa de Württemberg, nada a Stuttgart el 1898 i morta a Eibingen el 1928.

- Maria Elisabet de Württemberg, nada a Potsdam el 1899 i morta a Merano el 1900.

- Margarida de Württemberg, nada a Stuttgart el 1902 i morta al Castell d'Altshausen el 1945.

L'arxiduquessa Margarida morí l'any 1903 a la vila muntanyenca de Gmunden, residència de la família reial dels Hannover a Àustria.